# Aldeire
Aldeire es una localidad y municipio español de la provincia de Granada, en la comunidad autónoma de Andalucía. El término municipal, situado en la parte meridional de la comarca de Guadix y en la mancomunidad del Marquesado del Zenete, tiene una población de 592 habitantes (INE 2024). Por él discurren las ramblas de Benéjar, Fiñana y Algaida. La mayor parte del término lo ocupa el parque nacional y natural de Sierra Nevada.

## Historia
Numerosos vestigios confirman que esta zona ha estado poblada desde tiempos prehistóricos. Los yacimientos de cobre se encontraban casi a flor de tierra y esto hizo que la Cultura del Argar se asentara en estas tierras. Aunque son numerosas las referencias al pasado fenicio, romano y visigodo, el origen del actual Aldeire data del periodo árabe.
Al contrario de muchos pueblos de esta comarca, la procedencia del topónimo Aldeire está bien clara: procede del término árabe "al-Dar" («la casa») y puede aludir a algún monasterio mozárabe que en este lugar se preservara de la presión islámica al abrigo de Sierra Nevada. Su proximidad al puerto de La Ragua fue sin duda decisiva para la construcción en sus inmediaciones de la fortaleza medieval conocida como Castillo de la Caba.
En 1489 se incorpora a la Corona de Castilla y en 1490 pasa a formar parte del señorío del Gran Cardenal de España, formando el Marquesado del Zenete junto con siete pueblos más. Durante la sublevación morisca, de 1568 a 1571, este pueblo fue uno de los que más resistencia opuso a las tropas cristianas y, por consiguiente, fue uno de los más duramente reprimidos.

## Geografía

### Situación
Integrado en la comarca de Guadix, se encuentra situado en un valle que forman dos laderas o colinas en plena cara norte de Sierra Nevada, a 77 km de la capital provincial, a 92 km de Almería, a 134 km de Jaén y a 250 km de Murcia. El término municipal está atravesado por la autovía A-92, que conecta las ciudades de Granada y Guadix con Almería. Comprende únicamente el núcleo de población de Aldeire, capital municipal.
Limita con los municipios de La Calahorra, Ferreira, Nevada, Válor, Lanteira, Alquife y Valle del Zalabí. Otras localidades cercanas son Dólar, Jérez del Marquesado, Albuñán y Cogollos de Guadix.
| Noroeste: La Calahorra y Valle del Zalabí | Norte: Valle del Zalabí | Nordeste: Valle del Zalabí y La Calahorra |
| Oeste: La Calahorra, Alquife y Lanteira   |                         | Este: La Calahorra y Ferreira             |
| Suroeste: Lanteira y Válor                | Sur: Nevada             | Sureste: Nevada y Ferreira                |

Su término municipal tiene una extensión de 70,10 km², y consta de un exclave al norte del núcleo principal, denominado Buenos Aires y rodeado por Valle del Zalabí y La Calahorra.
La sierra de Aldeire es un conjunto montañoso en el que cabe destacar por su altura:
- Morrón del Lobo, Collado del Lobo o Cerro de San Juan: 2784 m.
- Morrón del Mediodía o Cuerda de Fuente Fría: 2600 .
- Morrón del Hornillo o Collado de Hornillos: 2368 m.

Por Aldeire fluyen las ramblas de Benéjar, Fiñana y Algaida. Estas ramblas riegan la mayor parte de las tierras del pueblo. A lo largo del cauce de estas tres ramblas se encuentran algunas fuentes de agua medicinal ricas en hierro y azufre, utilizadas desde tiempos remotos. Hasta finales del siglo XX se aprovechaban los saltos naturales de la rambla para la producción de electricidad con la que se abastecía el pueblo.
La rambla de Benéjar divide al pueblo en dos partes, siendo una de éstas un barrio que queda unido al resto del pueblo por un estrecho puente construido alrededor de los años 1930. Es también esta rambla la que suministra el agua potable, tanto a Aldeire como al cercano pueblo de La Calahorra.

## Demografía
Aldeire cuenta con una población de 592 habitantes (INE 2024).
| Gráfica de evolución demográfica de Aldeire entre 1842 y 2021                                                       |
| |
| Población de derecho según los censos de población del INE Población de hecho según los censos de población del INE |

## Economía

### Evolución de la deuda viva municipal
| Gráfica de evolución de la deuda viva del Ayuntamiento de Aldeire entre 2008 y 2019                                |
| |
| Deuda viva del Ayuntamiento de Aldeire en miles de euros según datos del Ministerio de Hacienda y Función Pública. |

## Administración y política
Los resultados en Aldeire de las últimas elecciones municipales, celebradas en mayo de 2023, son:
| Elecciones Municipales - Aldeire (2023) | Elecciones Municipales - Aldeire (2023)           | Elecciones Municipales - Aldeire (2023) | Elecciones Municipales - Aldeire (2023) | Elecciones Municipales - Aldeire (2023) |
| Partido político                        | Partido político                                  | Votos                                   | Votos                                   | Concejales                              |
| --------------------------------------- | ------------------------------------------------- | --------------------------------------- | --------------------------------------- | --------------------------------------- |
|                                         | Agrupación de Electores por Aldeire (POR ALDEIRE) | 184                                     | 44,01 %                                 | 3                                       |
|                                         | Partido Popular (PP)                              | 168                                     | 40,19 %                                 | 3                                       |
|                                         | Partido Socialista Obrero Español (PSOE)          | 64                                      | 15,31 %                                 | 1                                       |

## Patrimonio

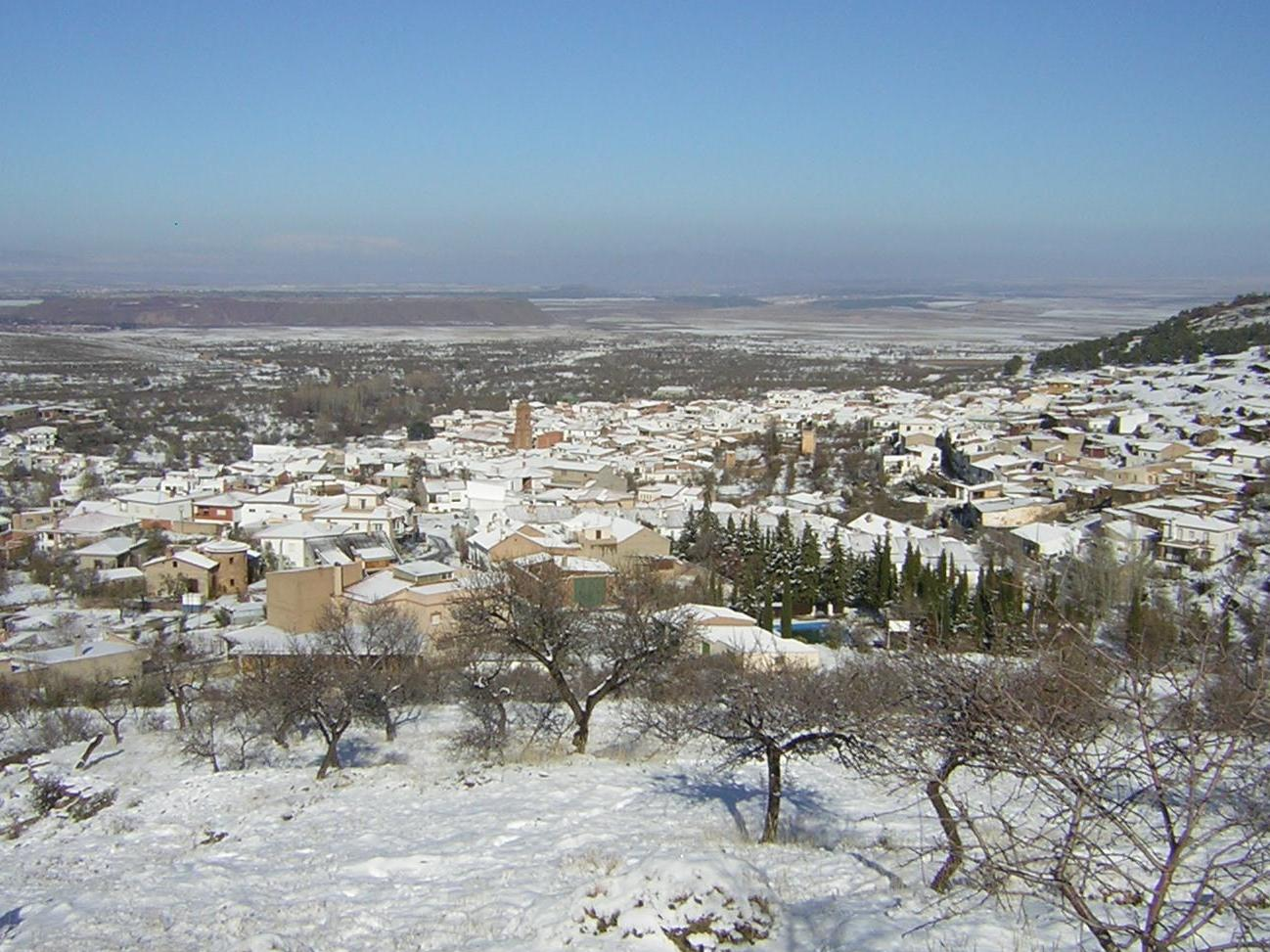
Vista invernal de Aldeire

- El Castillo de la Caba, situado sobre una plataforma rocosa que controla la subida hacia el puerto de La Ragua, es una importante obra de época califal, realizada probablemente en el siglo XI. Sin embargo, la cerámica encontrada en el recinto y sus inmediaciones es mayoritariamente nazarí, de los siglos XIII y XIV. Se conservan de su antiguo recinto varios paños de muralla con torres adosadas, una de ellas semicircular. Quedan restos de otra torre más pequeña que pudo ser la puerta de entrada a la fortaleza.
- La iglesia de Santa María de la Anunciación, construida en 1501 sobre el solar de la antigua mezquita musulmana, incorpora influencias renacentistas al estilo mudéjar. Consta de una nave central con artesonado, en la que destaca el coro y el órgano. En el exterior presenta una alta torre de cinco cuerpos, realizada en ladrillo y piedra y coronada por una elegante cúpula.

## Fiestas
Los primeros festejos del año en celebrarse son los dedicados a San Marcos, el 25 de abril. En esta fecha se elaboran una gran cantidad de roscas que son bendecidas y repartidas por el pueblo. El 30 de mayo se celebra la festividad de la patrona de la villa, la Virgen del Rosario. A mediados de agosto y en honor a San Roque tienen lugar otras fiestas, en las cuales se rememora el auto sacramental de los Moros y Cristianos, que se desenvuelve en la plaza del pueblo, para ello se instala el castillo y la glorieta campamento. Esta fiesta se lleva a cabo en honor a la Virgen y nos recuerda la historia musulmana y cristiana de la guerra de Granada. También se celebra la festividad de San Francisco, el 4 de octubre.